# Demon Slayer: Kimetsu no Yaiba : La Forteresse infinie
Demon Slayer: Kimetsu no Yaiba : La Forteresse Infinie (劇場版「鬼滅の刃」無限城編, Gekijō-ban Kimetsu no Yaiba: Mugen Jō-hen) est une trilogie de films d'animation japonais réalisée par Haruo Sotozaki et produite par ufotable. Il s'agit de l'adaptation de l'arc narratif homonyme du manga Demon Slayer de Koyoharu Gotōge, couvrant la suite de la quatrième saison de série d'animation homonyme. Le premier film est sorti le 18 juillet 2025 au Japon.